# 巴伐利亚号铁甲舰
巴伐利亚号是德意志帝国海军建造的四艘萨克森级铁甲护卫舰的第二艘，以巴伐利亚王国命名。其姊妹舰还包括有萨克森号、符腾堡号和巴登号。巴伐利亚号由基尔的帝国船厂承建，自1874年开始架设龙骨、1878年5月13日下水，并于1881年8月4日投入使用。舰只的主炮为六门独立安装在开放式炮座上的260毫米口径箍炮。
入役后，巴伐利亚号随演习分舰队（即公海舰队前身）一起进行了多次训练演习和巡航。在1880年代末和1890年代初，它也曾多次陪同德皇威廉二世对英国和波罗的海诸城展开国事访问。从1895年－1898年间，舰只在但泽的希肖船厂完成了现代化改造；然后继续投身舰队服役了十年，于1910年撤出现役。在1911年之后，巴伐利亚号主要充当舰队的靶舰，直至1919年被出售并拆解报废。

## 设计

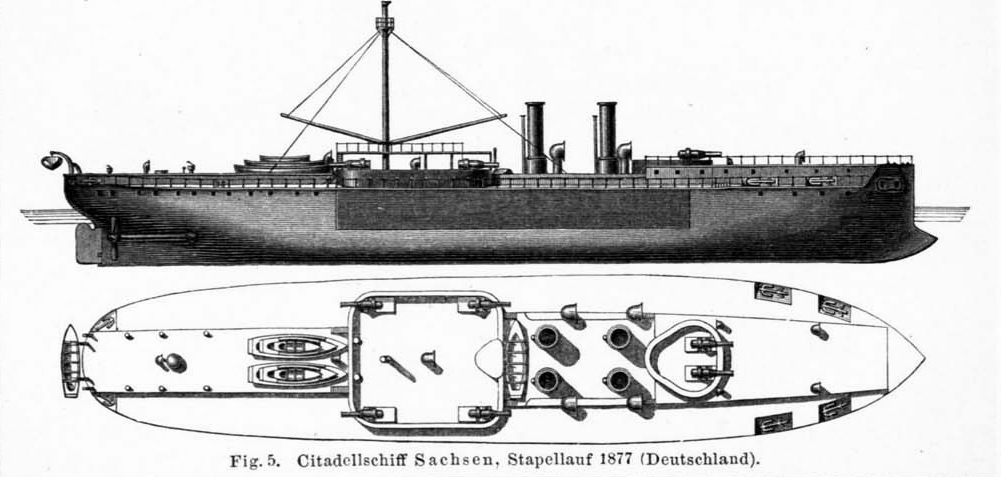
萨克森级舰只示意图

萨克森级铁甲舰是在帝国海军部首任部长、步兵上将阿尔布雷希特·冯·施托施任期内建造的第一批主力舰。施托施支持德国舰队的海岸防御策略，萨克森级便设计用于在设防的港口行动，从而能够出击破坏敌人的封锁线。它们在服役过程中饱受争议，因为批评者指出与早期的铁甲巡防舰相比，这些舰只的适航性差，在巨浪中的横摇倾向严重，并且速度较慢。
巴伐利亚号的全长为98.2米，有18.4米的舷宽和6.32米的前吃水，设计排水量为7742吨。它的推进装置由两台三缸单胀蒸汽机组成，所需的蒸汽是通过八台燃煤迪尔锅炉供给。舰只的最高航速为13節（24每小時），额定功率为5,600匹公制馬力（5,500匹指示馬力）。其标准船员编制为32名军官及285名水兵，在担任总队旗舰时还可增编7名军官和34名水兵。
巴伐利亚号的主炮为六门260毫米22倍径箍炮，其中两门单座安装在司令塔前方的开放式炮座上，其余四门也以单座安装在舰舯的一个开放式炮座上。竣工时，该舰还配备有六门87毫米24倍径箍炮和八挺37毫米机炮用于防御鱼雷艇。
舰只的装甲由锻铁制成，集中在舰舯部的装甲堡垒。装甲厚度在装甲堡垒为203至254毫米，在甲板则为50－75毫米。炮座装甲为254毫米厚的锻铁，辅以250毫米厚的柚木作背衬。

## 建造

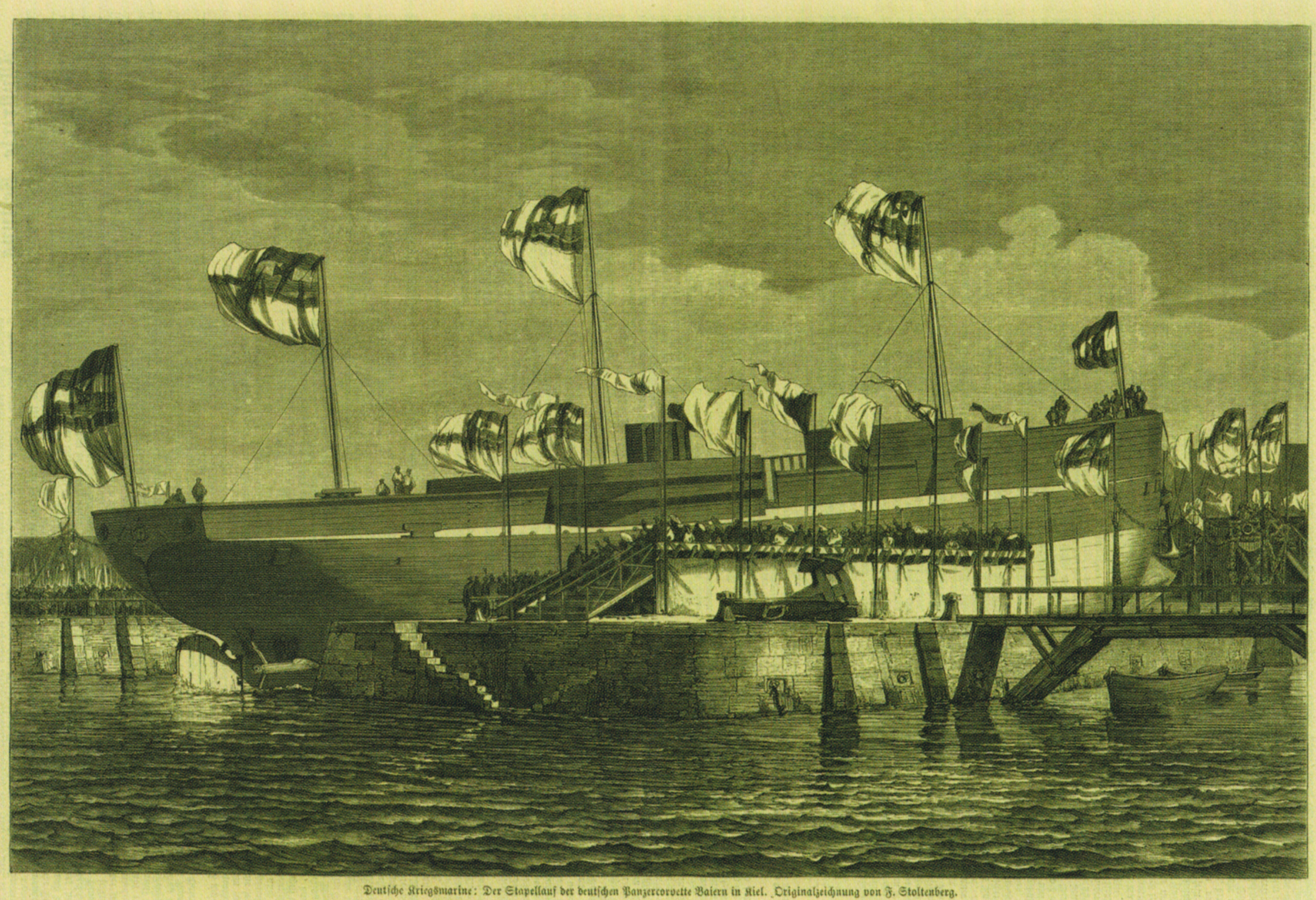
巴伐利亚号的下水仪式

在1873年舰队建设规划所设想的四艘铁甲护卫舰中，基尔的帝国船厂（A舰、C舰）和斯德丁的伏尔铿船厂（B舰、D舰）将各承建两艘。尽管B舰（萨克森号）的订单较合同代号为“A舰”（Panzerschiff A）的巴伐利亚号晚了约五个月才发出，但由于伏尔铿厂的造舰速度快得多，甚至比A舰提前了十个月下水，从而出乎意料地成为了这一船级的命名舰。
巴伐利亚号则是自1874年开始在帝国厂架设龙骨，造舰序号为3。建造主要使用由德国工业生产的材料，但装甲板除外——因为受委托的迪林根冶炼厂尚无法以所需的质量生产，当局只得选用了英国产品。舰只于1878年5月13日下水，时任海军部长的施托施上将原计划邀请帝国议会的全体成员参加下水仪式，但由于经费不足，最终仅有一个代表团参加。命名演说及命名本身是由议会副议长施陶芬贝格的弗朗茨·奥古斯特·申克男爵主持。经过再三年多的舾装，舰只于1881年8月4日正式入役。与其三艘姊妹舰一样，巴伐利亚号是由德意志帝国海军建造的首批完全依靠发动机推进的大型铁甲舰之一。

## 服役历史
竣工完成调试后，巴伐利亚号即被列入预备役。直至1884年，它才开始在舰队服役；主要原因是其姊妹舰萨克森号在1880年的舰队演习中表现不佳。萨克森级舰只暴露出来的其中一大问题是，由于其船底平坦，容易发生危险的横摇，这大大降低了火炮的精度。即便与同时代的舰只相比，它们的装甲也很薄弱。此外，这些舰只的速度缓慢，机动性差。尽管如此，在1884年的舰队演习中，巴伐利亚号及其三艘姊妹舰还是组成了第一总队，受海军少将亚历山大·冯·蒙茨指挥。
巴伐利亚号在1885年的演习中继续留在舰队，尽管只有老旧的铁甲舰腓特烈·卡尔号和汉萨号加入其阵。演习从对挪威奥勒松的访问开始，随后舰队前往波罗的海进行训练演习。1885年10月，被任命为首席炮官、后来获得“德国舰炮之父”美誉的奥古斯特·冯·汤姆森在巴伐利亚号舰上进行了首次远程射击实验。然而由于炮管高程不足（炮管撞到了炮廓顶部），射击未能达到预期的效果。1886年5月15日，舰只因应进行大型机件维修而暂时退役。此次维修除了更换鱼雷管外，还使巴伐利亚号成为了帝国海军第一艘搭载西门子和哈尔斯克电气内部照明的军舰。在当年的演习中，巴伐利亚号的三艘姊妹舰及新近入役的奥尔登堡号加入了新组建的演习分舰队（即公海舰队前身）第一总队。1887年，巴伐利亚号出席了连接基尔和北海的威廉皇帝运河开凿典礼。它于1888年重返现役，随即陪同新加冕的德皇威廉二世出访波罗的海。在为期十七天的巡航中，护航舰队曾先后在圣彼得堡、斯德哥尔摩和哥本哈根停留。

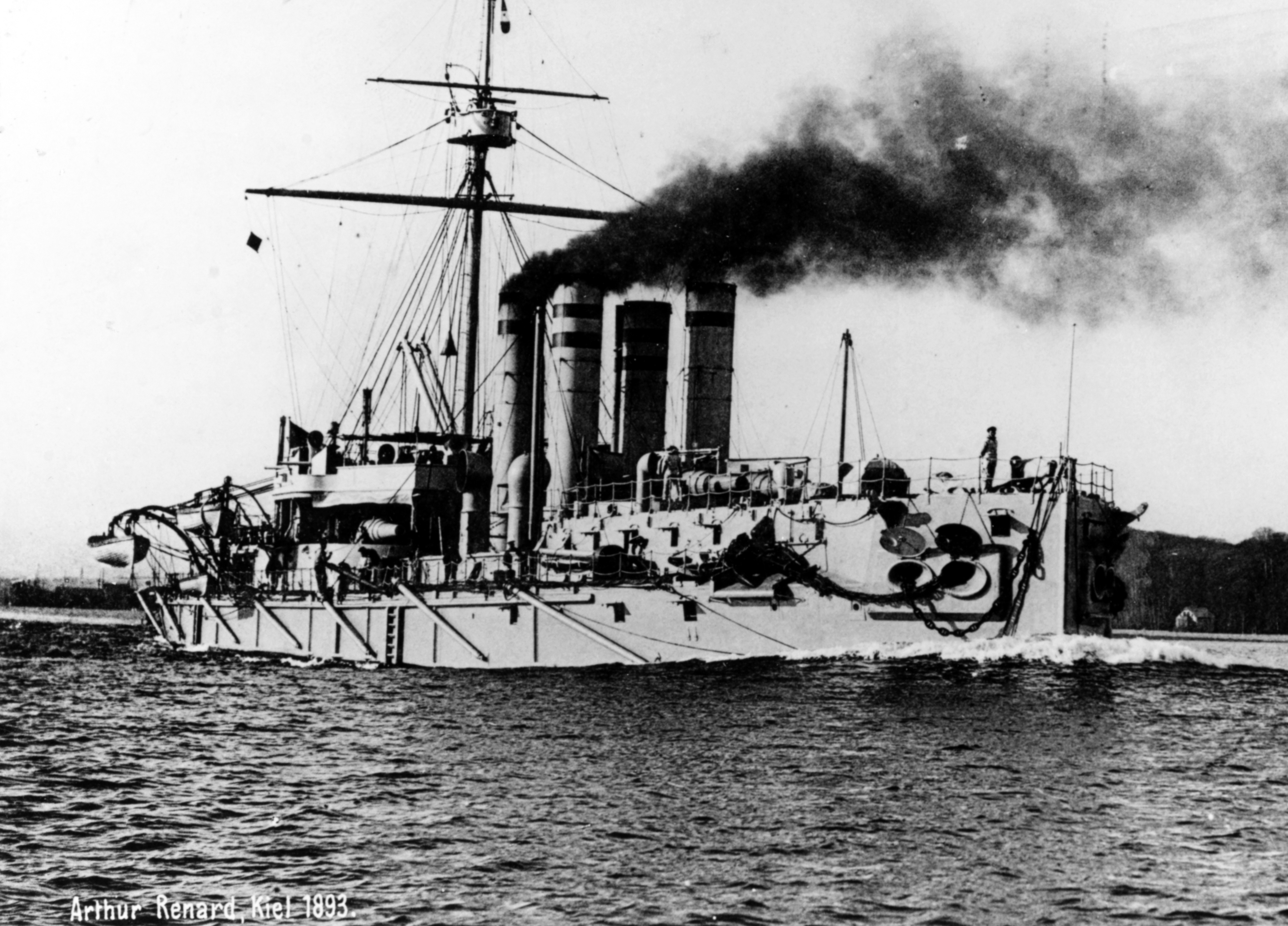
1893年左右的巴伐利亚号

1890年夏天，巴伐利亚号出席了英国向德国归还黑尔戈兰岛的移交仪式。它也参加了9月的舰队演习，在那里，分舰队的全部八艘铁甲舰都模拟俄国舰队对基尔实施封锁。巴伐利亚号于1891年继续留在第一总队，这年的演习任务是模拟一场针对俄国和法国或丹麦的双线作战。模拟作战分为三个子场景，其中包括法国对德国北海沿岸的封锁以及俄国对基尔的攻击。海军中将威廉·施罗德指挥了1893年的舰队演习，模拟的是一场旷日持久的战役，以对抗一支较强的法国舰队。在1894年的演习中，巴伐利亚号及其三艘姊妹舰则扮演俄国的波罗的海舰队。
随着四艘勃兰登堡级战列舰陆续入役，四艘萨克森级铁甲舰于1894－1895年的冬季巡航之前被转移到第二分舰队。至此，秋季演习舰队便拥有了两个同质的四舰编组分舰队。这两个分舰队于1895年春季共同巡航驶往奥克尼和设得兰群岛。1895年7月21日，巴伐利亚号参与了大规模的海上阅兵，以庆祝威廉皇帝运河正式通航。1895年的秋季演习由第一和第二分舰队在北海模拟了一场公海战斗，接着又在波罗的海与舰队余部展开联合演练。
1895年的演习结束后，巴伐利亚号被带到但泽的希肖船厂旱坞进行现代化改造，成为同级中接受重建的第一艘舰。舰上原有的锻铁加柚木装甲被新的克虏伯镍钢所取代；四个烟囱被集成至单个大烟囱，并安装了可提供更高性能的复式蒸汽机，这使得舰只的航速提高至15.4節（28.5每小時）。副炮系统也得到了改进：原87毫米箍炮被88毫米30倍径速射炮所取代，并以四挺更新型号的机炮替换了原八挺37毫米机炮。然而，旧舰的作战价值却无法显著改善。重建工程于1898年完成。
在完成改造和进行海试后，巴伐利亚号于1898年5月28日重新投入使用，并加入了第二分舰队。在1898－1899年冬季，它曾临时担任此时已升任海军中将的奥古斯特·冯·汤姆森麾下的第一分舰队旗舰。继1884年被分类为“铁甲舰”、1893年更改为“三等铁甲舰”（Panzerschiff III. Klasse）之后，巴伐利亚号及其姊妹舰于1899年2月25日又被重新归类为“战列舰”。在当年前往里斯本的春季训练巡航期间，巴伐利亚号在北海发生严重海损，并回到威廉港进行维修。从1899年12月14日至1900年1月27日，该舰再次担任分舰队旗舰，其后于1900年2月12日撤出现役。巴伐利亚号于1903年移驻基尔，并自1904年1月2日起被编入设于当地的波罗的海海军基地，至1906年隶属于第一、至1909年又隶属于第二警备队。1910年2月19日，舰只正式从海军序列中除籍。经过适当的改装，其废船体一直在基尔峡湾附近充当舰队的标靶，包括1913年被飞机轰炸。至1919年5月5日，巴伐利亚号最终被出售报废，其后在基尔拆解。

## 脚注
注释
1. ↑  SMS表示, 即“陛下之舰”；为巴伐利亚的德文称谓。
2. ↑  所有德国舰船在订购时都会被赋予临时代号；其中新增编入舰队的使用字母代号，而用于替换旧舰的则使用“（旧舰名）替舰”。[7]

引用
1. ↑  Dodson，第23–25頁.
2. 1 2 3 4 5 6 7  Gröner，第8頁.
3. 1 2  Gröner，第7–8頁.
4. 1 2  Gardiner，第245頁.
5. 1 2  Hovgaard，第111頁.
6. ↑  Gröner，第7頁.
7. ↑  Gröner，第56頁.
8. 1 2 3  Hildebrand & Röhr & Steinmetz，第42–44頁.
9. 1 2 3 4  Gröner & Jung & Maass，第32頁.
10. 1 2  Sondhaus，第161頁.
11. ↑  Sondhaus，第135–136頁.
12. ↑  Sondhaus，第162頁.
13. ↑  Friedman et al.，第158頁.
14. ↑  Sondhaus，第163頁.
15. ↑  Dodson，第32頁.
16. ↑  Sondhaus，第177頁.
17. ↑  Sondhaus，第192頁.
18. ↑  Sondhaus，第194–195頁.
19. ↑  Sondhaus，第195頁.
20. ↑  Sondhaus，第196頁.
21. ↑  Sondhaus，第198頁.
22. ↑  Sondhaus，第199頁.
23. ↑  Sondhaus，第201頁.
24. ↑  Sondhaus，第219頁.